# Landshuis (Furnes)
La Landshuis (parfois orthographiée Landhuis) est un édifice situé sur la grand-place la ville de Furnes, dans la province belge de Flandre-Occidentale.

## Histoire
Le bâtiment a été construit en 1613-1621 en remplacement de l'ancien Landshuis, situé à côté de l'hôtel de ville. Elle fut le siège de la châtellenie jusqu'à sa suppression à la fin du xviiie siècle. Elle est alors devenue une cour de justice. La conception de la façade est attribuée à Sylvain Boullain. En 1873-1879, la façade est restaurée sous la direction de Jozef Vinck. En 1949-1952, les dégâts causés pendant la Seconde Guerre mondiale ont été réparés.

## Description
Le bâtiment est de style Renaissance flamande, principalement dans des formes austères et classiques. Les lucarnes sont plus richement décorées. Dans les niches se trouvaient les statues des gouverneurs Albert et Isabelle. Dans le quatrième quart du xixe siècle, celles-ci sont remplacées par des statues allégoriques représentant la Paix et la Justice. Le vestibule à voûtes d'arêtes et stucs de 1719 abrite l'Office de Tourisme. Dans la galerie, on trouve une cheminée conçue par Hiëronymus Stalpaert à partir de 1618. Il y a aussi une salle d'audience. La tour de la Landshuis est le beffroi de Furnes.